# Гентски олтар
Гентски олтар (или Мистично јагње, оригинално Јагње божје, хол. Het Lam Gods) је полиптих који су израдила браћа Ван Ајк. Олтар се налази у катедрали Светог Бава у Генту (Белгија). Дело је званично откривено у овој цркви 6. маја 1432. 
Гентски олтар представља ремек-дело правца у позном средњовековном сликарству познатом као сликарство фламанских примитиваца.
Олтар је наручио Јос Вијт, богати трговац и добротвор цркве Светог Јована (касније катедрале Светог Бава). Сликање је започео Хуберт ван Ајк а завршио Јан ван Ајк, после смрти брата 1426. 
Композиција се састоји од 12 слика у два реда, од којих је осам осликано и на полеђини. У горњем реду представљен је Христ краљ, окружен Богородицом и Јованом Крститељем. На крилима су представљени анђели који певају и свирају, а на крајевима су прикази Адама и Еве. На доњем делу спреда, приказано је поклоњење јагњету које је симбол Христа. Групе поклоника прилазе јагњету, а надгледа их голуб, симбол Светог Духа. На полеђини су приказане Благовести и портрети Јоса Вијта и његове жене Лизбете Борлут. 
- Јос Вијт
- Лизбет Борлут

Оригинални доњи леви сегмент са приказом „Праведних судија“ украден је 1934. Овај сегмент никада није пронађен, и замењен је 1945. паноом који је насликао Јеф Вандервекен. 